# Мастер (альбом)
«Мастер» — первый студийный альбом рок-группы «Мастер». Записанный в 1987 году, альбом был выпущен официально в 1988 году фирмой «Мелодия». По официальным данным, тираж пластинок превысил 1 млн экземпляров, что в США соответствует платиновому статусу. В 1995 году альбом был переиздан на компакт-диске «Студией Союз», а в 2007 — студией CD-Maximum.
Процесс записи осуществлялся на передвижной студии «Тонваген» (фирма «Мелодия»), которая была изготовлена в Лондоне для выставки «Связь-80», проходившей на территории Москвы. Студия перемещалась по различным городам, где официально записывались пластинки известных в то время советских групп, в числе которых оказался и коллектив «Мастер».

## История записи
В 1986 году между участниками коллектива «Ария» и художественным руководителем Виктором Векштейном разразился скандал. В итоге гитарист Андрей Большаков, басист Алик Грановский, ударник Игорь Молчанов и клавишник Кирилл Покровский отказались продолжать сотрудничество с Векштейном и стали выступать под названием «Мастер».
К приходу в группу Михаила Серышева материал для первого альбома был уже готов.
В составе новой группы музыканты дали ряд гастролей по стране, после чего назрела необходимость в записи собственного альбома.
Альбом «Мастер» записывался в Москве в передвижной студии «Тонваген» во дворе фирмы «Мелодия» на улице Станкевича. В среде музыкантов «Тонваген» был известен ещё и как «MCI». После всемирной выставки «Связь-80» студия «Тонваген» осталась в СССР, и с помощью неё стали осуществлять запись хоров и оркестров. Однако иногда звукорежиссёр Виктор Глазков записывал на ней фонограммы известных коллективов, таких как Аквариум, Странные игры, Мануфактура и Алиса.
В 1988 году состоялись первые заграничные гастроли группы. «Мастер» в составе советской делегации побывал с концертами в Польше. Концерты состоялись в Кракове, Гданьске.
Композиции на музыку Большакова «Воля и разум» и «Встань, страх преодолей» впервые были представлены на альбоме Арии «С кем ты?» (1986).
Слова для песни «Берегись», написанные Ниной Кокоревой, стали её первой работой, выполненной для группы. Поэтесса вспоминала о песне:

Я написала её очень быстро, лишь две строчки никак не могли втиснуться, и Андрей Большаков звонил мне каждые сорок минут, пока не получилось… Саму песню я впервые «живьем» услышала на концерте «Мастера» в «Сетуни», где они играли с «Лотосом». А когда я эту песню по радио услышала — был такой удар!.. Вообще «Мастер» — это моя колыбель. После выхода их альбома мне стали звонить разные люди, предлагать работу.
— Нина Кокорева

## Отзывы
В обзоре, который фирма Мелодия поместила на оборотную сторону конверта пластинки, Алексей Сидоров отметил сложность музыки как для восприятия, требующего от слушателя специальной подготовки, так и для исполнения, которое требует необычайно высокой профессиональной подготовки музыкантов. По словам Сидорова, музыкальный материал, представленный на пластинке, это — «своего рода ретроспектива короткого пути группы. От песен, взятых из репертуара „Арии“, до более жёстких номеров первого периода „Мастера“».

## Список композиций
Все тексты написаны Александром Елиным, кроме отмеченных, вся музыка написана Андреем Большаковым, кроме отмеченных.
| №                   | Название            | Текст песни         | Музыка              | Длительность |
| ------------------- | ------------------- | ------------------- | ------------------- | ------------ |
| 1.                  | «Берегись»          | Нина Кокорева       |                     | 4:00         |
| 2.                  | «Руки прочь»        |                     | Алик Грановский     | 5:12         |
| 3.                  | «Щит и меч»         |                     |                     | 4:52         |
| 4.                  | «Ещё раз ночь»      |                     | Кирилл Покровский   | 5:32         |
| Общая длительность: | Общая длительность: | Общая длительность: | Общая длительность: | 19:36        |

| №                   | Название                  | Текст песни         | Длительность |
| ------------------- | ------------------------- | ------------------- | ------------ |
| 1.                  | «Воля и разум»            |                     | 4:15         |
| 2.                  | «Встань, страх преодолей» |                     | 4:01         |
| 3.                  | «Храни меня»              |                     | 5:59         |
| 4.                  | «Кто кого?»               | Алексей Сидоров     | 2:47         |
| 5.                  | «Мастер»                  | Андрей Якушин       | 4:03         |
| Общая длительность: | Общая длительность:       | Общая длительность: | 21:05        |

## Участники записи
| - Михаил Серышев — вокал - Андрей Большаков — гитара, менеджмент - Сергей Попов — гитара - Алик Грановский — бас-гитара - Игорь Молчанов — ударные - Кирилл Покровский — клавишные | - Виктор Глазков, Юрий Соколов — звукорежиссура - Нина Кацман — редакция виниловой версии (1988) - Юрий Широченков — художник - Григорий Кузьмин — фото |

## Клип к альбому
- В 1987 группа сняла свой первый видеоклип на песню «Щит и меч» с участием первоначального вокалиста коллектива Александра Арзамаскова. Песня вошла в данный альбом уже с вокалом Серышева, а само видео было найдено только в 2012 году в архивах Госфильмфонда России[5].